# Clube social

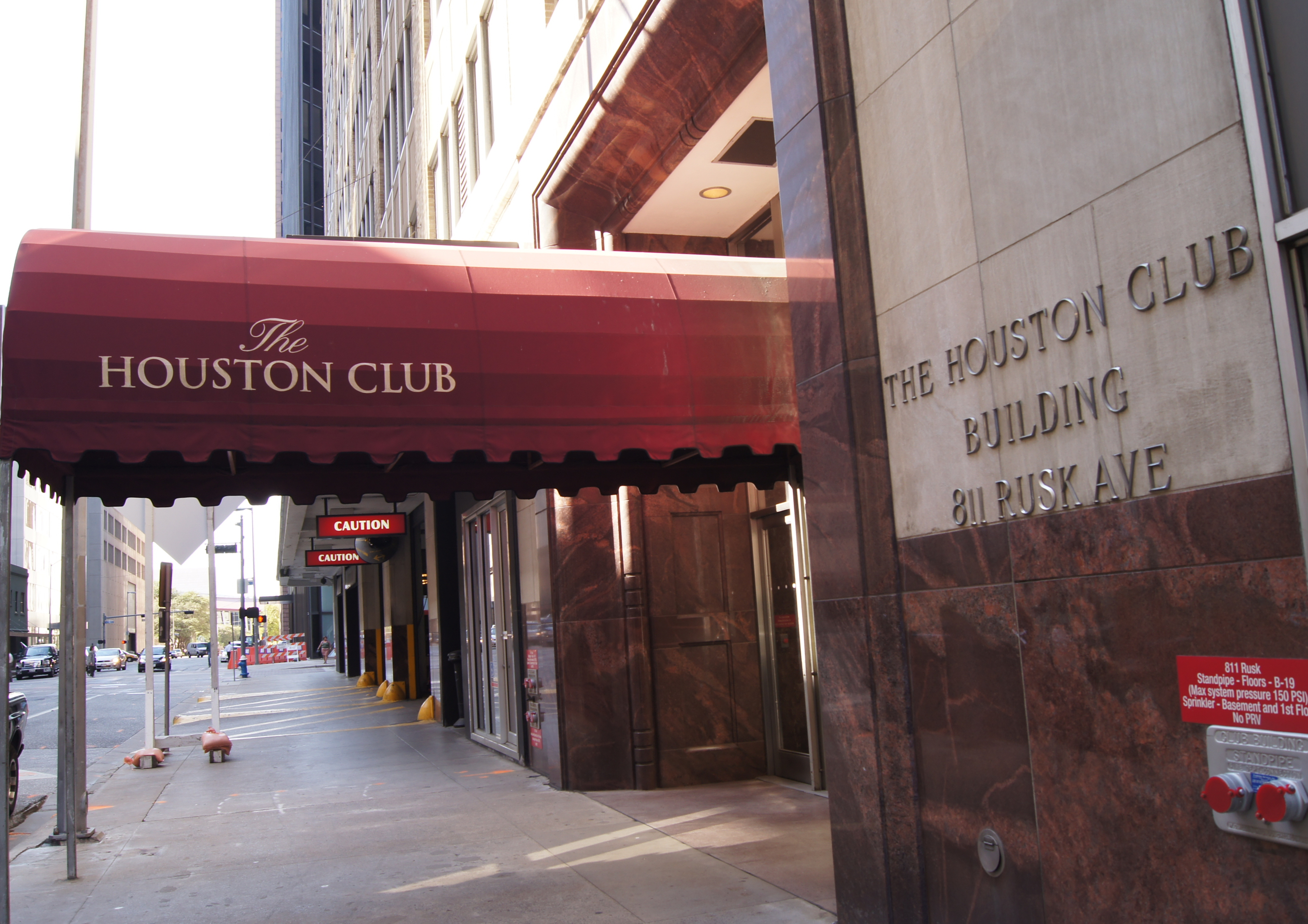
O Houston Club, um clube social privado nos EUA

Um clube social pode ser um grupo de pessoas ou o local onde elas se encontram, geralmente formado em torno de um interesse, ocupação ou atividade comum. Exemplos incluem clubes de discussão de livros, de xadrez, de campo, de pesca, de jogos, clubes femininos, clubes de cavalheiros, clubes de caça, de oficiais militares, políticos, religiosos (como irmandades cristãs), científicas e clubes universitários. O termo também pode se referir a uma sede de organização criminosa.
No Brasil várias instituições sociais e recreativas adotam a nomenclatura de Clube Social como o Clube Social Pertence.